# Pastasallad
Pastasallad, känd på italienska som insalata di pasta eller pasta fredda, är en salladsrätt tillagad med en eller flera sorters pasta, oftast kyld med en vinäger-, olje- eller majonnäsbaserad dressing. Den serveras ofta som matsäck på utflykter, då den inte kräver uppvärmning, eller som förrätt (antipasto).

## Ursprung
Det finns olika teorier om ursprunget till pastasallad. Claudia Roden hävdar att italienska judar förberedde den århundraden före andra italienare eftersom judisk sed förbjuder matlagning under sabbaten.

## Ingredienser
Ingredienserna som används varierar kraftigt beroende på region, råvarotillgänglighet och personliga preferenser. Salladen kan vara så enkel som kalla makaroner blandad med majonnäs (en makaronsallad ), eller med en mängd färska, konserverade eller kokta ingredienser. Dessa kan inkludera grönsaker, baljväxter, ostar, nötter, örter, kryddor, kött, fågel eller skaldjur. Broccoli, morot, babymajs, gurka, oliver, lök, bönor, kikärter, paprika och parmesanost eller fetaost är alla populära ingredienser i varianter som vanligtvis hittas på nordamerikanska salladsbarer .

## Exempelfotografier

Pastasallader
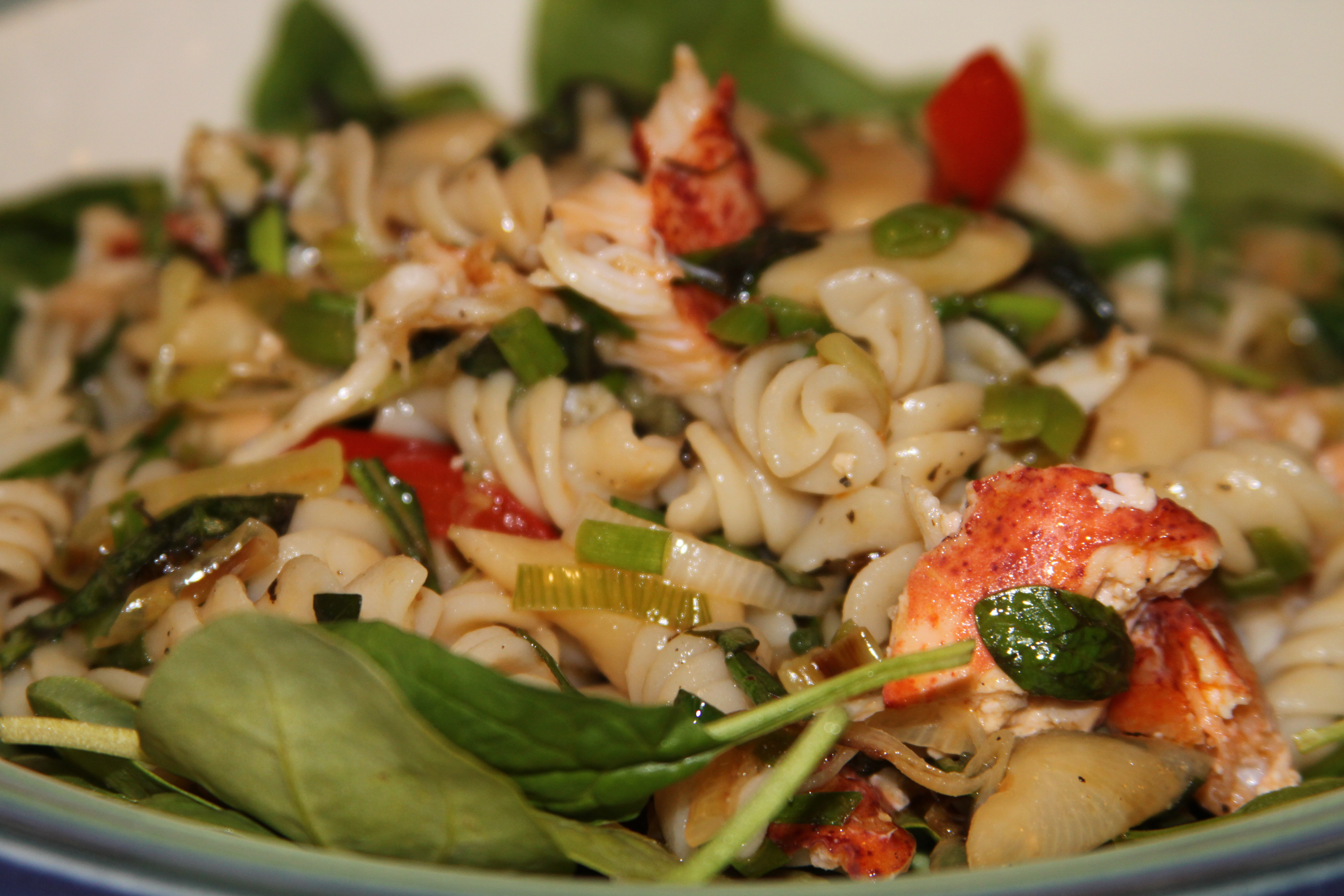
Pastasallad med hummer, smörbönor och gräslök
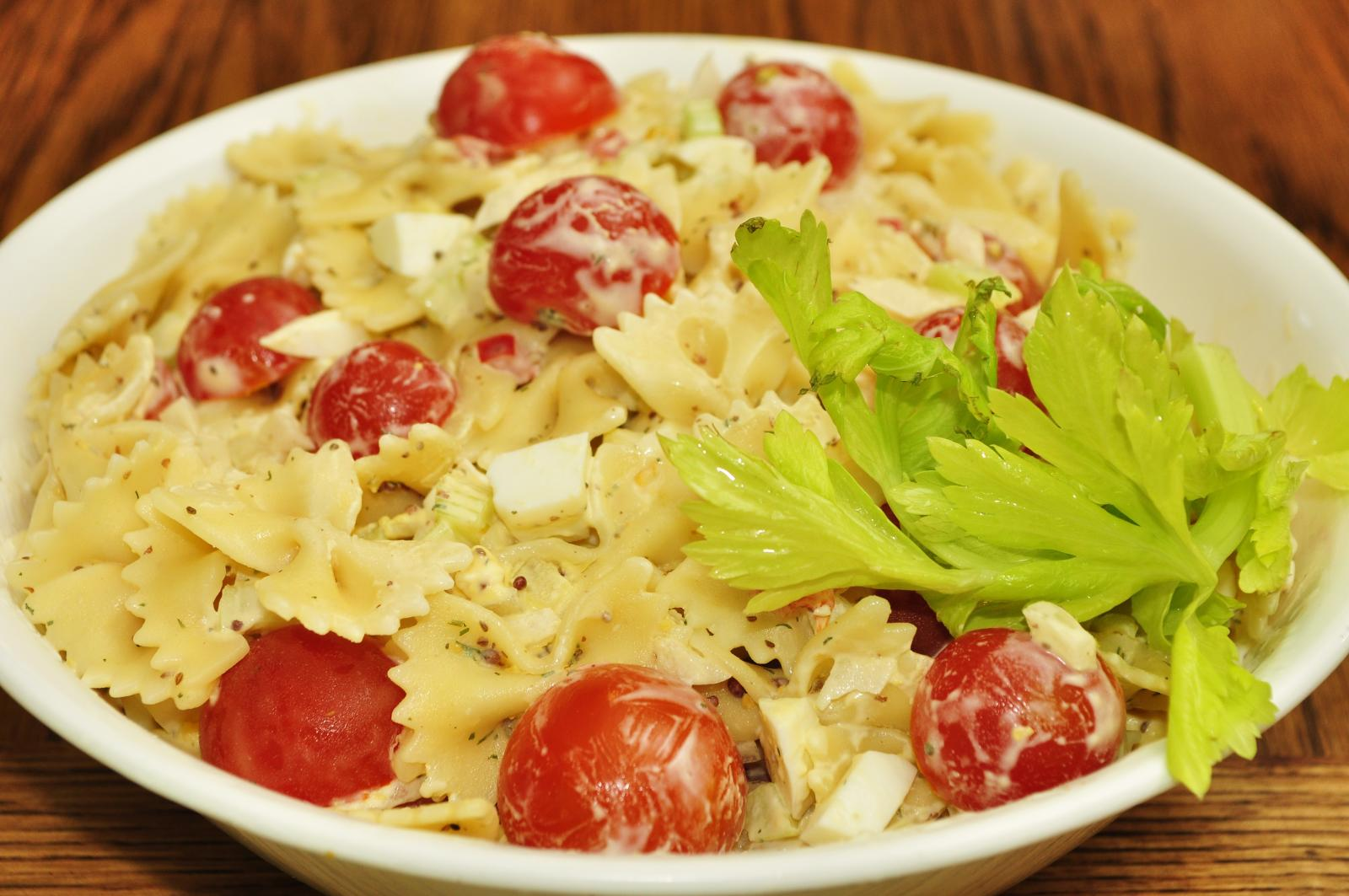
Pastasallad med körsbärstomater
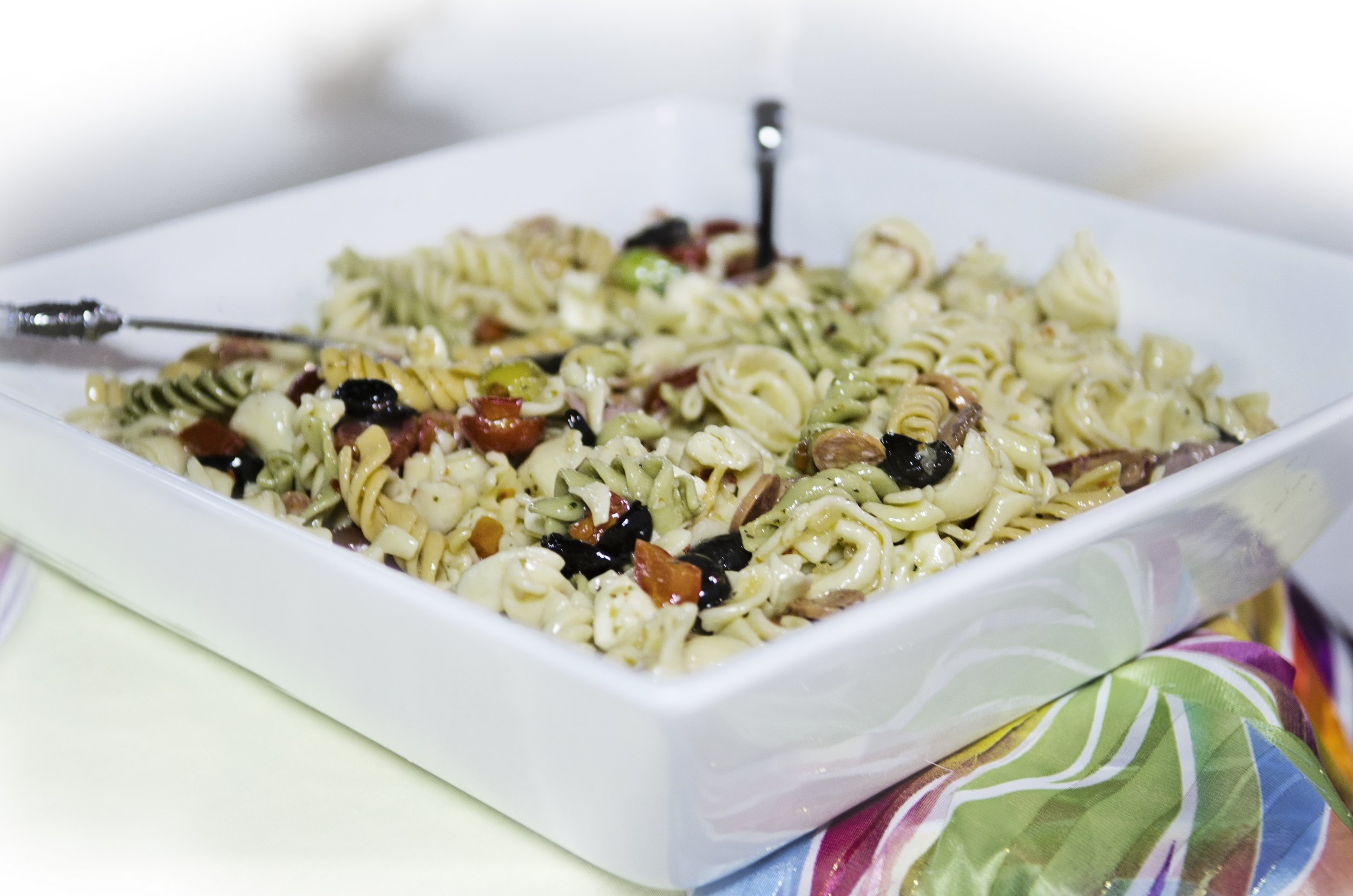
Pastasallad tillagad med fusillipasta
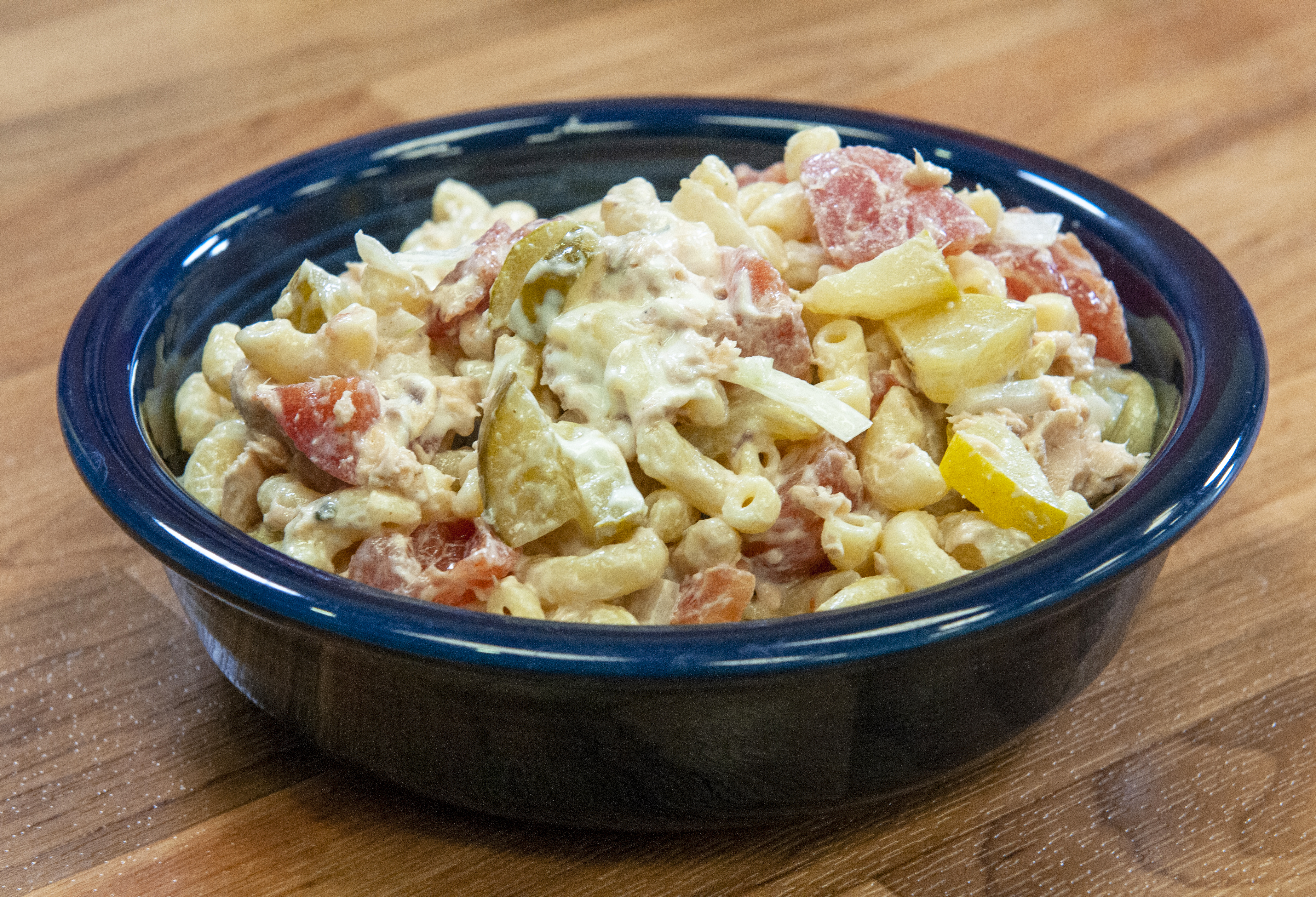
Makaronsallad, en typ av pastasallad som vanligtvis serveras kall med en majonnäsdressing.